# Marcel Fabre

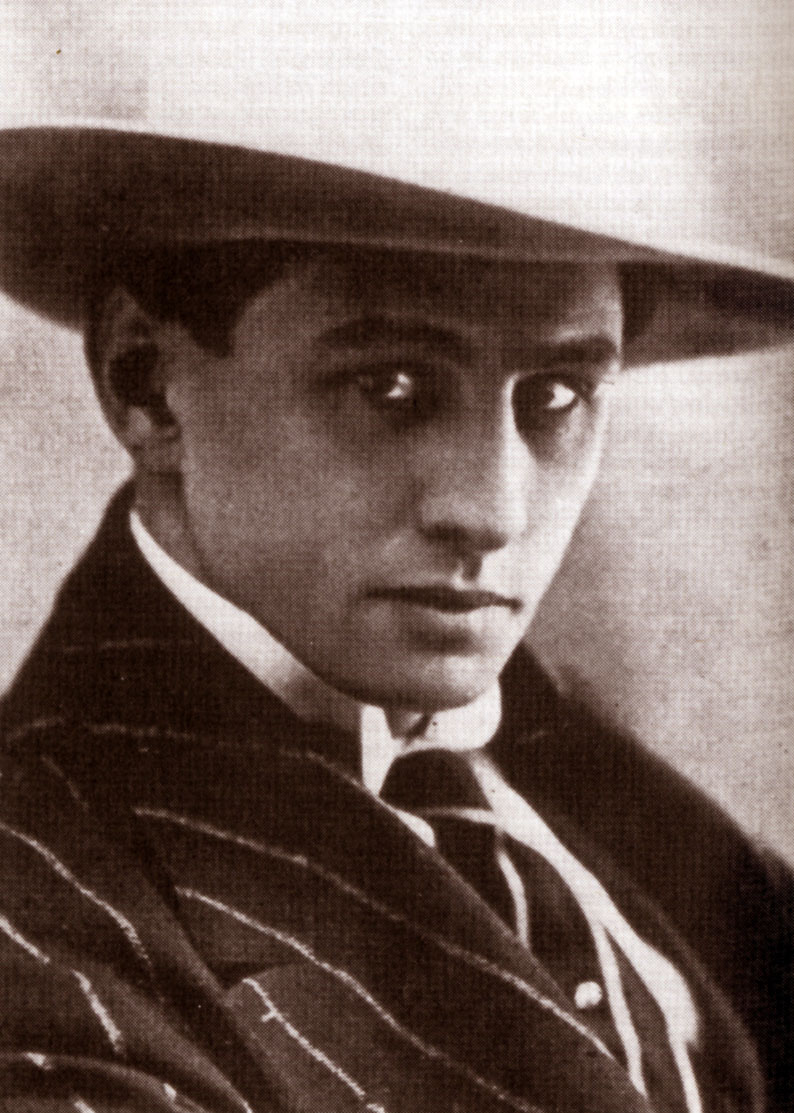
Marcel Fabre (1910)

Marcel Fabre (eigentlich Manuel Fernández Pérez; * 1886 in Spanien; † 1929 in Los Angeles) war ein spanischer Schauspieler, Regisseur und Drehbuchautor.

## Leben
Ursprünglich arbeitete er in Spanien als Zirkusclown. Seine Filmkarriere begann er mit kurzen Komödien bei den französischen Filmgesellschaften Éclair und Pathé-Frères und trat seitdem unter dem Künstlernamen Marcel Fabre auf. 1910 engagierte ihn Arturo Ambrosio für seine Produktionen der italienischen Filmgesellschaft Ambrosio, um der Konkurrenz der Komödien von Cines (Ferdinand Guillaume als „Tontolini“) und Itala (André Deed als „Cretinetti“) etwas entgegenzusetzen. Fabre war Darsteller und neben Luigi Maggi häufig auch Regisseur in einer Serie von Kurzkomödien. Darin spielte er einen Tollpatsch namens „Robinet“, der immer wieder in wilde Verfolgungsjagden verwickelt war, aber auch – darin Max Linder ähnlich – den schamlosen Libertin verkörperte. Ihm regelmäßig zur Seite stand die von Nilde Baracchi gespielte weibliche Filmfigur „Robinette“. Der internationalen Erfolg der „Robinet“-Serie schuf eigenständige Namen für die Figur des „Robinet“ in anderen Länder; so hieß er in Deutschland und den Niederlanden „Nauke“ und in Großbritannien und den USA „Tweedledum“. 1913 drehte Fabre mit Baracchi den heute nur noch fragmentarisch erhaltenen Groteskspielfilm Le avventure straordinarissime di Saturnino Farandola nach einem Roman von Albert Robida.
Während des Ersten Weltkrieges verließ Marcel Fabre Italien und setzte seine Karriere ab 1916 in den Vereinigten Staaten fort, dabei auch unter der Regie des bekannten Komödienregisseurs William A. Seiter. Mit schwindendem Erfolg war Marcel Fabre in den 1920er Jahren fast ausschließlich als Kurzkomödienregisseur und Drehbuchautor tätig.

## Filmografie (Auswahl)
| - 1910: Gigetta si vendica di Robinet - 1910: Perché Fricot fu messo in collegio - 1910: Fricot va in collegio - 1910: Robinet appassionato del dirigibile - 1910: Robinet ha perso il treno - 1910: Il prurito di Robinet - 1910: Robinet costretto a fare il ladro - 1910: Gigetta al reggimento - 1910: Il biglietto di favore - 1910: Robinet vuol fare il jockey - 1910: Robinet questurino - 1910: Fricot impiegato municipale - 1910: Robinet studia una parte tragica - 1910: Gastone e Robinet vogliono prender moglie - 1911: Una avventura di Robinet - 1911: Robinet innamorato di una chanteuse - 1911: Robinet ed i salvatori - 1911: Robinet aviatore - 1911: Robinet boxeur - 1912: Robinet anarchico - 1912: Robinet scioperante - 1912: Robinet Alpino - 1912: Robinet diventa un Ercole - 1912: Robinet guida per amore - 1912: Robinet troppo amato da sua moglie - 1912: Robinet si allena per il giro d'Italia - 1912: Robinet fa il giro d'Italia in bicicletta - 1912: Robinet in vacanza - 1912: Robinet e Butalin duellanti - 1913: Robinet vuol sposare una dote - 1913: Robinet, Robinette - 1913: Robinet ama la fioraia - 1913: Madamigella Robinet - 1913: Fricot cantastorie - 1913: Le avventure straordinarissime di Saturnino Farandola - 1914: Come Robinet divenne comico - 1914: Robinet ha del carattere - 1914: Robinet cerca l'ideale - 1914: Robinet ama disinteressatamente - 1914: Il bastone di Robinet - 1914: Robinet perde e guadagna - 1914: Robinet ha il tipo americano - 1914: Robinet è geloso - 1914: L'energia di Fricot - 1914: La donna economa - 1914: Amor pedestre - 1914: Robinet fotografo - 1915: Quando Robinet ama - 1915: Robinet torna a Robinette - 1915: Robinette vuol farla a Robinet | - 1915: La cambiale di Robinet - 1915: Jack Forbes contro Robinet - 1915: La colpa del morto - 1915: Il yacht misterioso - 1916: Bungles' Rainy Day - 1916: Bungles Enforces the Law - 1916: Bungles' Elopement - 1916: Bungles Lands a Job - 1916: Tweedledum Torpedoed by Cupid - 1916: Some Hero - 1916: A Busy Night - 1916: Lend Me Your Wife - 1916: The Burlesque Show - 1918: He Wins - 1918: The Recruit - 1918: His Golden Romance - 1918: Oh! What a Day - 1918: The Fly Ball - 1918: Ain't It So? - 1918: Some Baby! - 1919: You're Next - 1919: She-Me - 1919: In the Wild West - 1919: Gee Whiz! - 1919: Framed Up - 1919: Business Without Pleasure - 1919: Almost Married - 1920: The Way Women Love - 1921: Wild - 1921: The Week-End - 1921: Sweet Daddy - 1921: Luxury - 1921: Chick-Chick - 1921: Milk Made - 1921: Here He Is - 1922: Unconquered Woman - 1922: West vs. East - 1922: Don't Monkey - 1922: Duty First - 1922: The Better Man Wins - 1923: Friday, the 13th - 1925: Hold Tight - 1925: A Peaceful Riot - 1926: Mummy Love - 1926: Alice Blues - 1926: The Vulgar Yachtman - 1927: Pioneers of the West - 1927: Out All Night - 1928: His In-Laws |